# Wildtierbestand in Bhutan
Der Wildtierbestand in Bhutan umfasst (Stand 2003) 160 Säugetier-, 209 Vogelarten sowie 29 Arten von Reptilien, drei Fischarten und eine Amphibienart. Seitdem wurden zahlreiche neue Tierarten entdeckt.

## Bestand
Nachstehend der Bestand von ausgewählten großen Wildtierarten.
| Foto | Tierart              | Bestand                                                       | Jahr und Quelle |
| ---- | -------------------- | ------------------------------------------------------------- | --------------- |
|      | Dhole                | vorhanden Zahl unbekannt                                      |                 |
|      | Elefant              | 605–761 >513                                                  | 2016–18 2005    |
|      | Kleiner Panda        | vorhanden Zahl unbekannt, vermutlich größter Bestand weltweit |                 |
|      | Königstiger          | 103                                                           | 2015            |
|      | Kragenbär            | vorhanden Zahl unbekannt                                      |                 |
|      | Leopard              | vorhanden Zahl unbekannt                                      |                 |
|      | Himalaya-Moschustier | vorhanden Zahl unbekannt                                      |                 |
|      | Nebelparder          | vorhanden Zahl unbekannt                                      |                 |
|      | Rothirsch            | vorhanden Zahl unbekannt                                      |                 |
|      | Sambar               | vorhanden in geringer Zahl                                    | 2014            |
|      | Schneeleopard        | 79–112                                                        | 2014            |
|      | Takin                | vorhanden Zahl unbekannt                                      |                 |
|      | Wasserbüffel         | vorhanden Zahl unbekannt                                      | [ 9 ]           |
|      | Zwergwildschwein     | vorhanden in sehr geringer Zahl                               | 2015            |